# Āq Mazār
Āq Mazār (persiska: Āgh Mazār-e Kord, آق مزار) är en ort i Iran.   Den ligger i provinsen Västazarbaijan, i den nordvästra delen av landet, 700 km nordväst om huvudstaden Teheran. Āq Mazār ligger 1 741 meter över havet och antalet invånare är 134.
Terrängen runt Āq Mazār är kuperad. Runt Āq Mazār är det ganska tätbefolkat, med 75 invånare per kvadratkilometer. Närmaste större samhälle är Qaranqū, 13,2 km norr om Āq Mazār. Trakten runt Āq Mazār består i huvudsak av gräsmarker.